# Ophiocoma echinata
Espèce
Ophiocoma echinata est une espèce d'ophiures des Caraïbes, de la famille des Ophiocomidae.

## Description
Comme la plupart des ophiures, O. echinata est formée d'un disque central mou et aplati autour duquel rayonnent 5 bras allongés en pointe, permettant une reptation rapide.
C'est une grosse ophiure, dont le disque central peut dépasser 3 cm et les bras 15 cm. Celui-ci est généralement plus sombre que les bras, grêles, qui sont souvent tachés de différentes nuances de brun, mais jamais de rouge.
Cette ophiure présente la particularité d'avoir des organes internes très développés (notamment son appareil digestif), et tous localisés intégralement dans le disque central.

## Habitat et répartition
Cette ophiure se trouve dans la mer des Caraïbes, de la Floride au Brésil,. On la rencontre principalement sur les platiers des récifs coralliens, notamment dans les sédiments grossiers, qui lui offrent de nombreuses cachettes. Mais elle peut aussi se rencontrer dans les herbiers ou les anfractuosités des roches, entre la surface et 25 m de profondeur.

## Écologie et comportement

### Alimentation
Cette ophiure, de mœurs nocturnes et lucifuges, est omnivore opportuniste à tendance planctonivore et suspensivore. Elle utilise ses bras pourvus de fins piquants mobiles couverts de mucus collant pour constituer un filet, qui lui sert à attraper les particules en suspension ; de cette manière, elle peut même chasser sans quitter son abri. Elles peuvent ainsi manger des particules en suspension, des débris organiques, des feutrages bactériens, des œufs, des larves... Là où la nourriture est abondante, elles peuvent vivre en grandes densités.

### Reproduction
La reproduction est gonochorique, et mâles et femelles relâchent leurs gamètes en même temps de nuit grâce à un signal phéromonal, en pleine eau, où œufs puis larves (appelées ophiopluteus) vont évoluer parmi le plancton pendant quelques semaines avant de rejoindre le sol.
Les gamètes sont contenues dans des bourses au sein du disque central, et cette espèce a un fort taux de fécondité : un individu au corps de 22 mm peut produire 888 000 œufs.
Comme beaucoup d'échinodermes, ces ophiures ont d'excellentes capacités de régénération, et peuvent perdre un ou plusieurs bras sans danger.

## Ophiocoma echinataet l'Homme
Cette espèce est absolument inoffensive pour l'Homme. Elle sert en revanche de nourriture à plusieurs espèces comestibles (crabes, poissons).
Leur système immunitaire est assuré par des bactéries symbiotiques très efficaces, qui pourraient avoir un intérêt pharmaceutique.
Cette espèce, abondante dans son aire de répartition, n'est pas protégée. Elle n'est d'aucune importance commerciale.